# Saint-Marcet
Saint-Marcet is een gemeente in het Franse departement Haute-Garonne (regio Occitanie) en telt 394 inwoners (2004). De plaats maakt deel uit van het arrondissement Saint-Gaudens.

## Geografie
De oppervlakte van Saint-Marcet bedraagt 14,1 km², de bevolkingsdichtheid is 27,9 inwoners per km².

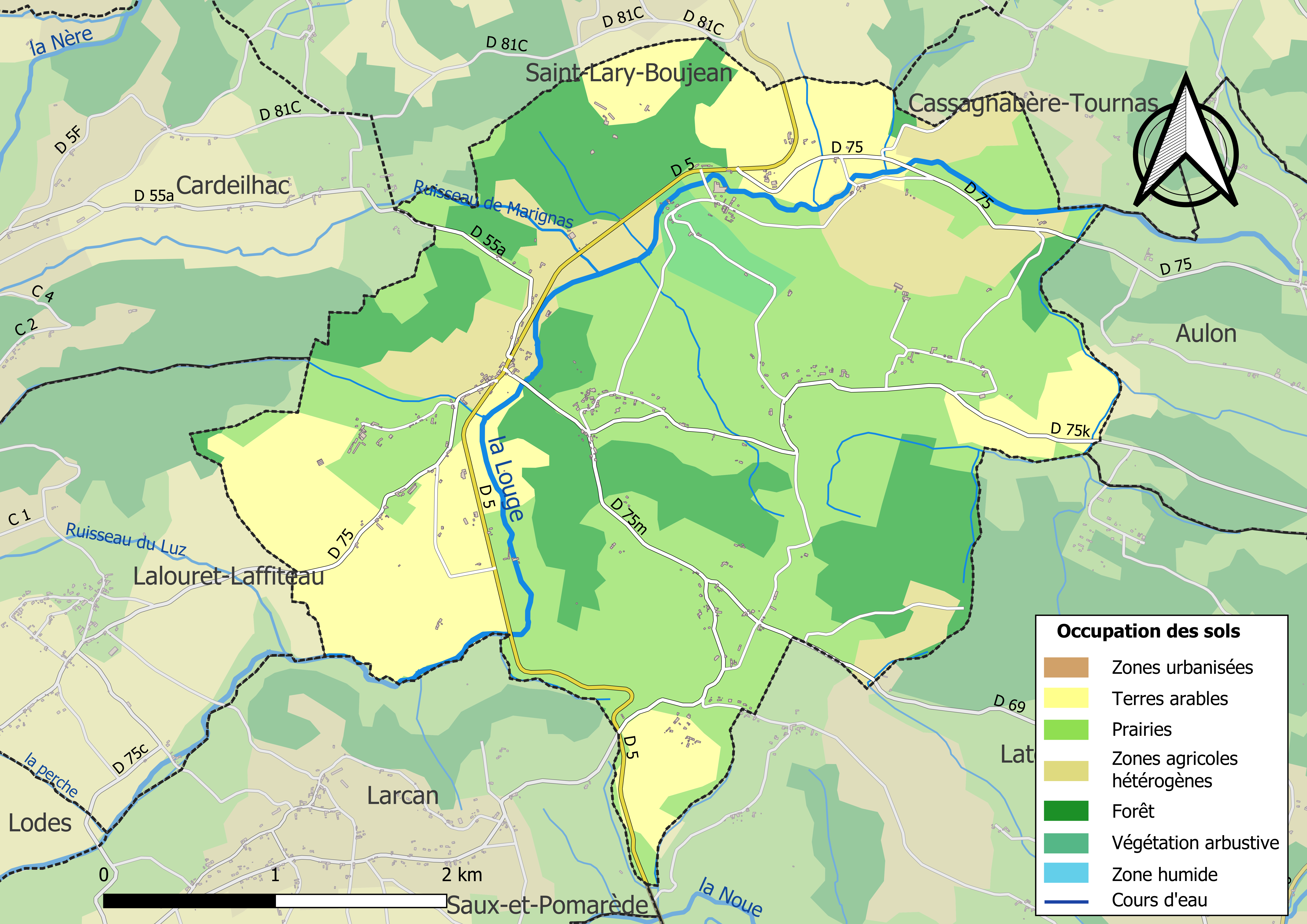
Kaart van de gemeente met de belangrijkste infrastructuur, bodemgebruik en omliggende gemeenten

## Demografie
Onderstaande figuur toont het verloop van het inwonertal (bron: INSEE-tellingen).